# Short Sarafand
Lo Short S.14 Sarafand era un idroricognitore a scafo centrale esamotore biplano realizzato dall'azienda britannica Short Brothers in un unico esemplare nei primi anni trenta e non avviato alla produzione in serie.
All'epoca della sua costruzione, nel 1932, deteneva il primato di essere il più grande velivolo mai costruito nel Regno Unito.

## Storia

### Sviluppo
Il Sarafand venne proposto da Oswald Short nel 1928 come uno sviluppo del precedente Singapore II caratterizzato dalle maggiori dimensioni per permettergli capacità transoceaniche. Short riuscì a convincere prima il suo capo progettista Arthur Gouge e poi il Chief of the Air Staff (capo di stato maggiore dell'aviazione), Sir Hugh Trenchard (successivamente nominato I visconte Trenchard) della fattibilità di realizzare un velivolo di grandi dimensioni e per soddisfare questa proposta l'Air Ministry britannico emise una specifica, la R.6/28, elaborata per definire il progetto.
Per il suo sviluppo venne impiegato capitale misto, dove l'Air Ministry stanziò £ 60 000 mentre la Short Brothers doveva provvedere a coprire il resto delle spese.
Il modello, designazione aziendale S.14, assunse originariamente la designazione Short R6/28 ma in seguito venne adottato il nome Sarafand.

### Impiego operativo
Il volo inaugurale, ai comandi del pilota collaudatore dell'azienda John Lankester Parker ed Oswald Short come copilota, avvenne a Rochester, nella contea di Kent, dalla superficie del fiume Medway il 30 giugno 1932.
L'unico S.14 costruito, numero di serie S1589, venne in seguito utilizzato per prove di volo presso il Marine Aircraft Experimental Establishment a Felixstowe fino alla sua demolizione avvenuta nel 1936.

## Descrizione tecnica
Il Sarafand era un velivolo di costruzione interamente metallica dall'aspetto, per l'epoca, imponente ma che conservava comunque l'impostazione classica per gli idrovolanti del periodo, basati su uno scafo centrale con galleggianti equilibratori posti sotto la velatura biplana, con una soluzione tecnica all'avanguardia per la propulsione, affidata a tre paia di motori in configurazione traente-spingente posizionati in gondole tra l'ala superiore e quella inferiore.
Lo scafo era realizzato principalmente in alluminio anodizzato con la parte inferiore della chiglia in acciaio inossidabile. Posteriormente terminava in un impennaggio cruciforme monoderiva  con due piccole derive ausiliarie poste sui piani orizzontali controventati.
La configurazione alare era biplana, con ali superiore ed inferiore di ugual apertura posizionate su un unico asse verticale e realizzate con struttura in longheroni in lamiera ondulata. L'ala superiore, montata alta a parasole, era collegata con l'inferiore, montata alta sulla fusoliera, da una serie di cinque coppie di montanti, due per lato più uno centrale, integrato da tiranti in cavo d'acciaio. Quest'ultima era caratterizzata da una radice particolarmente spessa per evitare la necessità di ulteriori montanti alari, a vantaggio dell'aerodinamicità complessiva, ed integrava i due galleggianti equilibratori posti sotto la sua superficie inferiore e collegati al prolungamento dei montanti esterni.
La propulsione era affidata a tre coppie di motori Rolls-Royce Buzzard in configurazione traente-spingente, motori 12 cilindri a V raffreddati a liquido in grado di erogare una potenza pari a 825 hp (615 kW) ciascuno, racchiusi in tre gondole monoscocca realizzate in duralluminio e posizionati tra i montanti alari centrali,  abbinati ad eliche bipala in legno.

## Utilizzatori
Regno Unito
- Royal Air Force
  - Marine Aircraft Experimental Establishment a Felixstowe